# James Edward Blackwell
James Edward Blackwell (* 1925 in Anniston; † 16. Januar 2020) war ein afroamerikanischer Soziologe, der von 1970 bis 1989 als Professor an der University of Massachusetts Boston forschte und lehrte. Er war 1970 erster Präsident der Association of Black Sociologists (ABS) und amtierte 1980/81 als Präsident der Society for the Study of Social Problems (SSSP).

## Werdegang und Wirken
Blackwell machte das Bachelor- und Master-Examen an der Western Reserve University und wurde 1959 an der Washington State University zum Ph.D. der Soziologie promoviert. Es folgten mehrere Lehraufträge an verschiedenen Universitäten und eine Reihe von hochrangigen Verwaltungspositionen: 1963/64 war er stellvertretender Direktor des US-Friedenscorps in Tanganjika, von 1964 bis 1966 Direktor des Friedenscorps in Malawi und von 1966 bis 1969 Direktor der Abteilung für öffentliche Verwaltung und Gemeindeentwicklung bei der United States Agency for International Development (USAID) im nepalesischen Kathmandu.
Von 1970 bis 1989 war Blackwell Professor und Fachbereichsleiter für Soziologie an der University of Massachusetts Boston. Das Hauptgewicht seiner Forschungen lag bei der Analyse von Ungleichheiten innerhalb der großen sozialen Institutionen, wie Wirtschaftsunternehmen und Universitäten. Er untersuchte insbesondere die Chancen schwarzer Studenten und anderer ethnischer Minderheiten, Zugang zur Hochschulbildung zu erhalten.

## Schriften (Auswahl)
- Mainstreaming outsiders. The production of Black professionals. 2. Auflage, General Hall, Dix Hills 1987, ISBN 0-930390-76-8.
- The Black community. Diversity and unity. 3. Auflage, Harper Collins, New York 1991, ISBN 0-06-040737-9.